# Islas Los Hermanos (China)
Los Hermanos o Mo To Chau (en chino, 磨刀洲, o 大小磨刀洲) consiste en un grupo de dos islas de Hong Kong, Siu Mo To (o Hermano del Este, 小磨刀洲) y Tai Mo To (o Hermano del Oeste, 大磨刀洲).
El grupo de islas se encuentra al norte de la isla de Lantau, a medio camino entre Chek Lap Kok, donde está localizado el Aeropuerto Internacional de Hong Kong, y Tuen Mun. Hermano del Oeste y Hermano del Este tienen 550 m por 430 m y 800 m por 180 m, respectivamente. Antes de que fueran niveladas, tenían una altura máxima de 68 m y 63 m, respectivamente. Tsz Kan Chau (匙羮洲), una pequeña isla cercana, es a menudo considerado como un miembro del grupo.
Se extraía grafito en isla Hermano Oeste entre 1952 y 1971. En 1964, los trabajos de la mina habían llegado a 90 m bajo el nivel del mar.